# André Villiers (metteur en scène)
Pour les articles homonymes, voir André Villiers et Villiers.
Répertoire
Voir la section correspondante
Scènes principales
Théâtre en Rond
André Villiers (1905-1996) est un metteur en scène, un comédien et un théoricien. Il a été chargé de recherche au CNRS.

## Metteur en scène
Défenseur, avec Paquita Claude, du théâtre en rond (dans sa forme de représentation), André Villiers a mis en scène les spectacles suivants :
- 1980 : Sacrée Famille de Sandro Key-Aberg
- 1965 : La Florentine de Jean Canolle
- 1961 : Louisiane de Marcel Aymé
- 1960 : Le Zéro et l'Infini de Sidney Kingsley, aussi en tant que scénographe[4]
- 1957 : Ouragan sur le Caine (en) de Herman Wouk
- 1955 : Entre chien et loup de Gabriel Arout
- 1955 : Les Poissons d'or de René Aubert
- 1954 : Voulez-vous jouer avec moâ ? de Marcel Achard

## Essais
- La Scène centrale, esthétique et pratique du théâtre en rond, Klincksieck, « Collection d'esthétique », 1977  (ISBN 2-252-01947-6)
- L'Acteur comique, PUF, coll. « Littératures modernes », 1987  (ISBN 2-130-39888-X)

## Postérité
Le Département des Arts du spectacle de la Bibliothèque nationale de France conserve un important fonds concernant les travaux d'André Villiers et Paquita Claude.